# Nifurtoinolo
Il nifurtoinolo è un antibatterico, appartenente alla famiglia dei nitrofurani, utilizzato in clinica per il trattamento delle infezioni delle vie urinarie.

## Chimica
Il composto si presenta come una polvere cristallina giallastra, facilmente solubile in acqua.

## Farmacodinamica
La molecola ha dimostrato attività nei confronti di Stafilococchi, Streptococchi, Escherichia coli, Serratia, Klebsiella, Enterobacter.
Il meccanismo d'azione del farmaco ricalca quello comune e proprio di tutti i derivati nitrofuranici. La molecola inibisce i sistemi enzimatici batterici responsabili della produzione di energia, ed in particolare il ciclo di Krebs a livello della formazione dell'acetilcoenzima A, dell'acido citrico e dell'acido ossalacetico.

Sperimentazioni in vitro hanno permesso di intiure che il composto agisca come un profarmaco della nitrofurantoina.
Nifurtoinolo non sembra indurre resistenza, se non molto lentamente.

## Farmacocinetica
A seguito di somministrazione per via orale nifurtoinolo viene ben assorbito dal tratto gastroenterico. Nell'organismo la molecola viene scarsamente metabolizzata. L'eliminazione avviene esclusivamente attraverso l'emuntorio renale, ove il composto raggiunge concentrazioni battericide.

## Usi clinici
Nifurtoinolo trova impiego nel trattamento delle infezioni batteriche acute e croniche delle vie urinarie, purché ovviamente sostenute da germi sensibili, anche secondarie ad indagini strumentali (ad esempio cateterismo vescicale). In particolare viene utilizzato in caso di cistiti, pieliti, cistopieliti, nefriti e pielonefriti, uretriti e prostatiti. La molecola è pure indicata nella profilassi antibatterica prima e dopo l'esecuzione di interventi chirurgici a livello del tratto urinario.

## Effetti collaterali e indesiderati
In corso di trattamento gli eventi avversi più frequentemente segnalati sono a carico del sistema gastro-intestinale e comprendono perdita di appetito, dispepsia, nausea, vomito. In alcuni soggetti possono manifestarsi reazioni da ipersensibilità ed allergiche quali eruzioni cutanee, rash cutaneo, orticaria, eczema, dispnea e tosse. In seguito a trattamenti prolungati, specialmente nei soggetti portatori di deficit di glucosio 6-fosfato deidrogenasi si può verificare emolisi; nei paziente diabetici o con deficit di funzionalità renale sono state segnalate nevriti periferiche. In letteratura sono citati casi di epatotossicità.

## Controindicazioni
Il nifurtoinolo è controindicato in soggetti con ipersensibilità nota al principio attivo o altri nitrofurani, oppure uno qualsiasi degli eccipienti della formulazione farmaceutica. È controindicato anche nei soggetti diabetici ed affetti da insufficienza renale grave (possibile insorgenza di nevriti periferiche), deficit di glucosio 6-fosfato deidrogenasi (possibilità di emolisi).

## Dosi terapeutiche
Nei soggetti adulti il composto viene somministrato per via orale al dosaggio usuale di 80 mg, 2-3 volte al giorno. Nei bambini il dosaggio consigliato è pari a 4 mg/kg peso corporeo al giorno.

## Gravidanza e allattamento
La sicurezza terapeutica di nifurtoinolo in donne in stato di gravidanza o che allattano al seno non è stata chiaramente accertata. L'utilizzo del composto in queste situazioni pertanto richiede che il beneficio atteso per la madre sia attentamente confrontato con i possibili rischi per il feto. In ogni caso il farmaco è controindicato nella gravidanza a termine.

## Interazioni
- Chinoloni (ciprofloxacina, levofloxacina, ofloxacina): la terapia di associazione con nifurtoinolo comporta una ridotta attività antibatterica del chinolone.